# ペーリオ (コモ県)
ペーリオ（イタリア語: Peglio）は、イタリア共和国ロンバルディア州コモ県にある、人口約200人の基礎自治体（コムーネ）。

## 地理

### 位置・広がり
コモ県北部のコムーネ。コモ湖畔のグラヴェドーナから北西へ2km、ソーリコから西南西へ7km、県都コモから北北東へ42kmの距離にある。県内で最も人口の少ないコムーネである（2015年1月現在）。

#### 隣接コムーネ
隣接するコムーネは以下の通り。
- ドマーゾ
- ドッソ・デル・リーロ
- グラヴェドーナ・エドゥニーティ
- リーヴォ

### 地震分類
イタリアの地震リスク階級 (it) では、4 に分類される
。

## 行政

### 山岳部共同体
広域行政組織である山岳部共同体「ヴァッリ・デル・ラーリオ・エ・デル・チェレージオ山岳部共同体」 (it:Comunità montana Valli del Lario e del Ceresio) （事務所所在地: グラヴェドーナ・エドゥニーティ）を構成するコムーネの一つである。